# Trachylepis dichroma
Trachylepis dichroma este o specie de șopârle din genul Trachylepis, familia Scincidae, descrisă de Günther, Whiting și Rudolf Bauer în anul 2005. Conform Catalogue of Life specia Trachylepis dichroma nu are subspecii cunoscute.